# Ai Tsunoda
Ai Tsunoda Roustant (Lérida, 19 de abril de 2002) es una deportista española que compite en judo. Es hija de padre japonés y madre francesa, ambos maestros y entrenadores de judo.
Ganó una medalla de bronce en el Campeonato Europeo de Judo de 2024, en la categoría de –70 kg. Además, ganó dos medallas de oro en el Campeonato Mundial Júnior de Judo, en 2021 y 2022.
Logró un diploma olímpico en los Juegos Olímpicos de París 2024, tras caer derrotada en el combate por el bronce.
Cursó estudios de artes marciales en la Universidad de Tokai.

## Palmarés internacional
| Campeonato Europeo | Campeonato Europeo | Campeonato Europeo | Campeonato Europeo |
| Año                | Lugar              | Medalla            | Categoría          |
| ------------------ | ------------------ | ------------------ | ------------------ |
| 2024               | Zagreb (Croacia)   | Medalla de bronce  | –70 kg             |